# 創世紀 〜ザ・ベスト・オブ・ザバダック〜
『創世紀 〜ザ・ベスト・オブ・ザバダック〜』（そうせいき 〜The best of ZABADAK〜）は、1992年6月24日に発売されたZABADAKのベスト・アルバム。東芝EMIのレーベル「POPSIZE（ポップサイズ）」からリリースされた（規格品番：TOCT-6507）。
東芝EMI在籍時代の3枚のアルバムを編集し、デビューアルバム『ZABADAK-I』（1986年3月20日発売）以降、『銀の三角』（1987年2月4日発売）、『ウェルカム・トゥ・ザバダック』（1987年11月5日発売）の収録曲から抜粋したCDアルバムである。
1996年12月11日に再発盤として、東芝EMIの廉価版CD復刻シリーズ「音蔵 (OTOGRA Sound Graffiti) 」から、2曲を追加して『創世紀～ザ・ベスト・オブ・ザバダック+2』として再発売された（規格品番：TOCT-9737）。

## 『創世紀～ザ・ベスト・オブ・ザバダック』収録曲
以下の全15曲を収録。
1. 月／LUNA
  - 作詞・作曲：上野洋子・小峰公子・Darie ボーカル：上野洋子
  - 『ウェルカム・トゥ・ザバダック』B面1曲目
2. 蝶／ZEPHILUS
  - 作詞：一色線・小峰公子、作曲：吉良知彦 ボーカル：上野洋子
  - 『ウェルカム・トゥ・ザバダック』B面2曲目
    - タケダ漢方便秘薬CMソング
3. ガラスの森 /GLASS FOREST
  - 作詞：麻生圭子、作曲・編曲：吉良知彦、ボーカル：上野洋子
  - 『銀の三角』B面1曲目
4. パスカルの群れ/The Vapour
  - 作詞：松田克志、作曲：上野洋子、ボーカル：上野洋子
  - 『ZABADAK-I』A面3曲目
5. 夜の彷徨（さまよい） /MERMAID
  - 作詞：松田克志、作曲・編曲：吉良知彦、ボーカル：上野洋子
  - 『銀の三角』B面2曲目
6. ハイド・イン・ザ・ブッシュ /HIDE IN THE BUSH
  - 作詞・作曲：上野洋子、編曲：吉良知彦、ボーカル：上野洋子
  - 『銀の三角』A面3曲目
7. シェラフィータ／SERAPHITA
  - 作詞：北沢杏里・一色線、作曲：上野洋子 ボーカル：上野洋子
  - 『ウェルカム・トゥ・ザバダック』A面3曲目
8. 朝／IN THE EARLY MORNING
  - 作詞：田代KOKO、作曲：吉良知彦・上野洋子 ボーカル：上野洋子
  - 『ウェルカム・トゥ・ザバダック』B面6曲目
9. ラ・フェット／LA FATE
  - 作詞・作曲：吉良知彦 ボーカル：吉良知彦
  - 『ウェルカム・トゥ・ザバダック』A面2曲目
10. 美・チャンス -妖しい輪舞-／LA RONDE
  - 作詞：麻生圭子 作曲：吉良知彦 ボーカル：上野洋子・吉良知彦
  - 『ウェルカム・トゥ・ザバダック』A面4曲目
11. チグリスとユーフラテスの岸辺/VISIONS OF THE TIGRIS
  - 作詞：松田克志・一色線、作曲・編曲：吉良知彦、ボーカル：吉良知彦
  - 『銀の三角』B面3曲目
12. オハイオ殺人事件/The Murder Case In Ohio
  - 作詞・作曲：吉良知彦、ボーカル：吉良知彦
  - 『ZABADAK-I』B面2曲目
13. 水のルネス／WATER GARDEN
  - 作詞：小峰公子、作曲：吉良知彦 ボーカル：吉良知彦
  - 『ウェルカム・トゥ・ザバダック』B面3曲目
    - アクアリゾート ルネスかなざわCMソング
14. ポーランド/POLAND
  - 作曲：吉良知彦（インストゥルメンタル）
  - 『ZABADAK-I』B面1曲目
15. イージー・ゴーイング／EASY GOING
  - 作詞・作曲：吉良知彦 ボーカル：吉良知彦
  - 『ウェルカム・トゥ・ザバダック』B面5曲目

## 『創世紀～ザ・ベスト・オブ・ザバダック+2』追加収録曲
『創世紀～ザ・ベスト・オブ・ザバダック』収録曲15曲の末尾に、以下2曲が追加収録されている。
1. 水のソルティレージュ/ SHOULDN’T HAVE TO BE LIKE THAT 
  - 日本語詞：麻生圭子、作曲：Kristoffersen and Kvalnes、編曲：安部隆雄、ボーカル：吉良知彦
  - 『銀の三角』A面1曲目
2. わにのゆめ/CROCODILE DREAMER
  - 作詞：松田克志、作曲：吉良知彦、ボーカル：吉良知彦
  - 『ZABADAK-I』A面1曲目